# Amorphophallus angulatus
Amorphophallus angulatus är en kallaväxtart som beskrevs av Wilbert Leonard Anna Hetterscheid och A.Vogel. Amorphophallus angulatus ingår i släktet Amorphophallus och familjen kallaväxter. Inga underarter finns listade.